# David Marsais
Pour les articles homonymes, voir Marsais (homonymie).
David Marsais, né le 4 avril 1984 à Rambouillet, est un acteur, humoriste, scénariste et producteur français. Il forme avec Grégoire Ludig le duo Palmashow depuis 2002.

## Biographie

### Formation
Au collège Maurice-Ravel de Montfort-l'Amaury, il rencontre Grégoire Ludig. Après avoir passé le brevet, ils rejoignent le lycée Jean-Monnet à La Queue-les-Yvelines.

## Filmographie

### Cinéma
- 2012 : Paris-Manhattan de Sophie Lellouche : client à la fête foraine
- 2013 : 9 Mois ferme d'Albert Dupontel
- 2014 : Babysitting de Philippe Lacheau : Jean
- 2014 : Les Gazelles de Mona Achache : Olivier
- 2014 : Les Francis de Fabrice Begotti : un gendarme
- 2015 : Les Dissociés du collectif Suricate : Tiboul
- 2016 : La Folle Histoire de Max et Léon de Jonathan Barré : Max (également scénariste)
- 2017 : Épouse-moi mon pote de Tarek Boudali : Stan
- 2017 : Santa et Cie d'Alain Chabat : l'inspecteur Olivier Le Guennec
- 2020 : C'est la vie de Julien Rambaldi : Guillaume
- 2020 : Mandibules de Quentin Dupieux : Jean-Gab
- 2020 : Josep de Aurel : Valentin (voix)
- 2020 : Adieu les cons d'Albert Dupontel : le préposé n°2
- 2022 : Les Vedettes de Jonathan Barré : Stéphane Chevalier (également scénariste)
- 2022 : Le Visiteur du futur de François Descraques : Picpus
- 2022 : Fumer fait tousser de Quentin Dupieux : Jacques
- 2023 : Bonne Conduite de Jonathan Barré : Commandant Kervella
- 2023 : Second Tour d'Albert Dupontel : Le député

### Télévision
- 2008 : Remakers (Série Parodique) (comédien et scénariste) sur Konbini TV
- 2010 : La Folle Histoire du Palmashow (comédien, scénariste et producteur) sur Direct 8
- 2011-2012 : Very Bad Blagues (comédien, scénariste et producteur) sur Direct 8
- 2011 : Le Ciné du Comité par le Comité de la Claque, 300 (comédien) sur France 4
- 2012 : Bref (Épisodes 12 & 32 : Bref, j'ai eu un job ; Bref, je sais pas dire non, Fabien) sur Canal+
- 2012 : Scènes de ménages : ce soir, ils reçoivent sur M6
- 2012 : Palmashow, l'émission (comédien, scénariste et producteur) sur D8
- 2013 : Hero Corp : ( Saison 3, Fer-Man) sur France 4
- 2014-2016 : La Folle Soirée du Palmashow 1, 2 et 3 sur D8/C8
- 2015 : La Folle Histoire des Lois sur LCP
- 2019 : Grain de poussière (comédien) sur France 2
- 2019 : Ce Soir, c'est Palmashow (comédien, scénariste, producteur) sur TF1
- 2022 : Visitors (série) de Simon Astier : Muller
- 2023 : Ce Soir, c’est Palmashow 2 sur TF1
- 2023 : Pamela Rose, la série de Ludovic Colbeau-Justin sur Canal+ : Linda
- 2024 : Culte : Stanislas Beaupré
- 2024 : Le Monde magique de Jérôme Commandeur sur Canal+

## Doublage
- 2017 : Moi, moche et méchant 3 : Balthazar Bratt
- 2020 : Josep : Valentin (création de voix)
- 2025 : Astérix et Obélix : Le Combat des chefs : Assurancetourix et le légionnaire « Ça fait sens » (mini-série, création de voix)

## Théâtre
- 2004 : Ambiance du Palmashow
- 2006 : Trucs du Palmashow
- 2012 : Festival de Montreux
- 2012 : Foresti Party

## Musique (Parodie)
- 2009 : Le rap des prénoms du Palmashow avec Grégoire Ludig
- 2009 : Duo "Greenpeace" du Palmashow avec Grégoire Ludig, parodie du groupe Tryo
- 2010 : Love Notice du Palmashow avec Grégoire Ludig
- 2010 : Sortez vous les doigts du cul du Palmashow avec Grégoire Ludig et des gens du web
- 2013 Quand c'est dimanche du Palmashow avec Grégoire Ludig
- 2014 : Les monos de skis du Palmashow avec Grégoire Ludig
- 2014 : A l'unisson du Palmashow avec Grégoire Ludig, parodie de Collective mon Amour du groupe Elephant
- 2014 : Ça m'vénère du Palmashow avec Grégoire Ludig, parodie de J'me tire de Maître Gims
- 2014 : Gaspard et Baltazard du Palmashow avec Grégoire Ludig
- 2015 : The Bobo's Quinoa du Palmashow avec Grégoire Ludig
- 2015 : Le prince des neiges "Liberté" du Palmashow avec Grégoire Ludig
- 2015 : Under Seventeen du Palmashow avec Grégoire Ludig
- 2016 : Danza Saisonniers du Palmashow avec Grégoire Ludig
- 2016 : Nos Racines du Palmashow avec Grégoire Ludig
- 2016 : Trop Tôt d’Alezbreizh du Palmashow avec Grégoire Ludig
- 2016 : PLM "Rappeurs sensibles" du Palmashow avec Grégoire Ludig
- 2017 : Les Pères "Confesse toi" du Palmashow avec Grégoire Ludig
- 2019 : Papas modernes du Palmashow avec Grégoire Ludig
- 2019 : Laristo ft Lady Djadja Trop de nanana du Palmashow avec Grégoire Ludig
- 2019 : HitClip Zadiste & Voltaire Babylone du Palmashow avec Grégoire Ludig, parodie de Outta Road de Naâman

- 2022 : Gérard Pourlier : Tout autour de nous, issu du sketch Les tubes de la Belle Époque de Mister V
- 2023 : Juliette Armaniac : Chanter dans le micro
- 2023 : Trois Cafés sans Filtre : Nostalgiques avec Laura Felpin
- 2023 : SZH & NAPZ : En Avance

## Distinctions

### Récompenses
- 2020 : prix d'interprétation masculine partagé avec Grégoire Ludig au Festival international du film de Catalogne 2020 pour Mandibules